# 오아미역
오아미역(일본어: 大網駅、おおあみえき)은 일본 지바현 오아미시라사토시에 있는 동일본 여객철도의 철도역이다.
오아미시라사토 시의 중심역이다. 주변 지역에는 도쿄도와 지바시로 통근하는 사람들을 위한 침상 도시가 조성되고 있다. 소토보 선 특급 와카시오 호가 정차한다.

## 역 구조
고가역이다. 소토보 선은 상대식 2면 2선 구조이고, 도가네 선은 섬식 1면 2선 구조이다. 두 노선의 승강장은 나뉘어 있다.
소토보 선 승강장은 곡선으로 지어져 있기 때문에 열차와 승강장의 사이가 넓다. 도가네 선의 3번 승강장은 터미널식으로, 지바 방면으로는 선로가 끊어져 있어 도가네 선 구간에서만 회차 운행하는 열차가 사용한다. 4번 승강장은 소토보 선 상행 열차 중 오아미에서 시종착하는 열차와, 도가네 선에서 게이요 선과 소토보 선으로 직결 운행하는 열차들이 사용한다.
직영역이자 관리역이다. 소토보 선의 나가타역, 도가네 선의 후쿠타와라역, 도가네역, 구묘역을 관리한다. 초록 창구를 오전 6시부터 21시까지 영업하고 있으며, 자동 개찰기에서 스이카 및 제휴 교통카드의 사용이 가능하다.

### 승강장
| 1 | ■ 소토보 선 (상행) | 소가 · 지바 · 가이힌마쿠하리 · 도쿄 방면                 |                |
| 2 | ■ 소토보 선 (하행) | 모바라 · 가즈사이치노미야 · 가쓰우라 · 아와카모가와 방면 |                |
| 3 | ■ 도가네 선        | 도가네 · 나루토 방면                                     | 시발 열차 전용 |
| 4 | ■ 도가네 선        | 도가네 · 나루토 방면                                     |                |
| 4 | ■ 소토보 선 (상행) | 소가 · 지바 · 가이힌마쿠하리 · 도쿄 방면                 |                |

## 역사
- 1896년 1월 20일 - 보소 철도의 역으로 개업했다.
- 1907년 9월 1일 - 국유화에 따라 일본국유철도의 소속이 되었다.
- 1987년 4월 1일 - 민영화에 따라 동일본 여객철도의 소속이 되었다.
- 2001년 11월 18일 - 스이카의 사용이 가능해졌다.

## 인접역
| 동일본 여객철도 소토보 선                                | 동일본 여객철도 소토보 선          | 동일본 여객철도 소토보 선    |
| -------------------------------------------------------- | ---------------------------------- | ---------------------------- |
| 도케 도쿄 방면                                           | ■ 소부 쾌속 ■ 통근쾌속·게이요 쾌속 | 모바라 가즈사이치노미야 방면 |
| 도케 도쿄 방면                                           | ■ 게이요 쾌속1 및 각역정차         | 나가타 가즈사이치노미야 방면 |
| 도케 지바 방면                                           | ■ 소토보 선 보통                   | 나가타 아와카모가와 방면     |
| 동일본 여객철도 도가네 선                                |                                    |                              |
| 도케 도쿄 방면                                           | ■ 게이요 쾌속1 및 각역정차         | 후쿠타와라 나루토 방면       |
| 시·종착역                                                | ■ 보통                             | 후쿠타와라 나루토 방면       |
| 1: 통근 시간대를 제외한 시간대의 게이요 쾌속을 가리킨다. |                                    |                              |